# St. Cyriakus (Bauerbach)

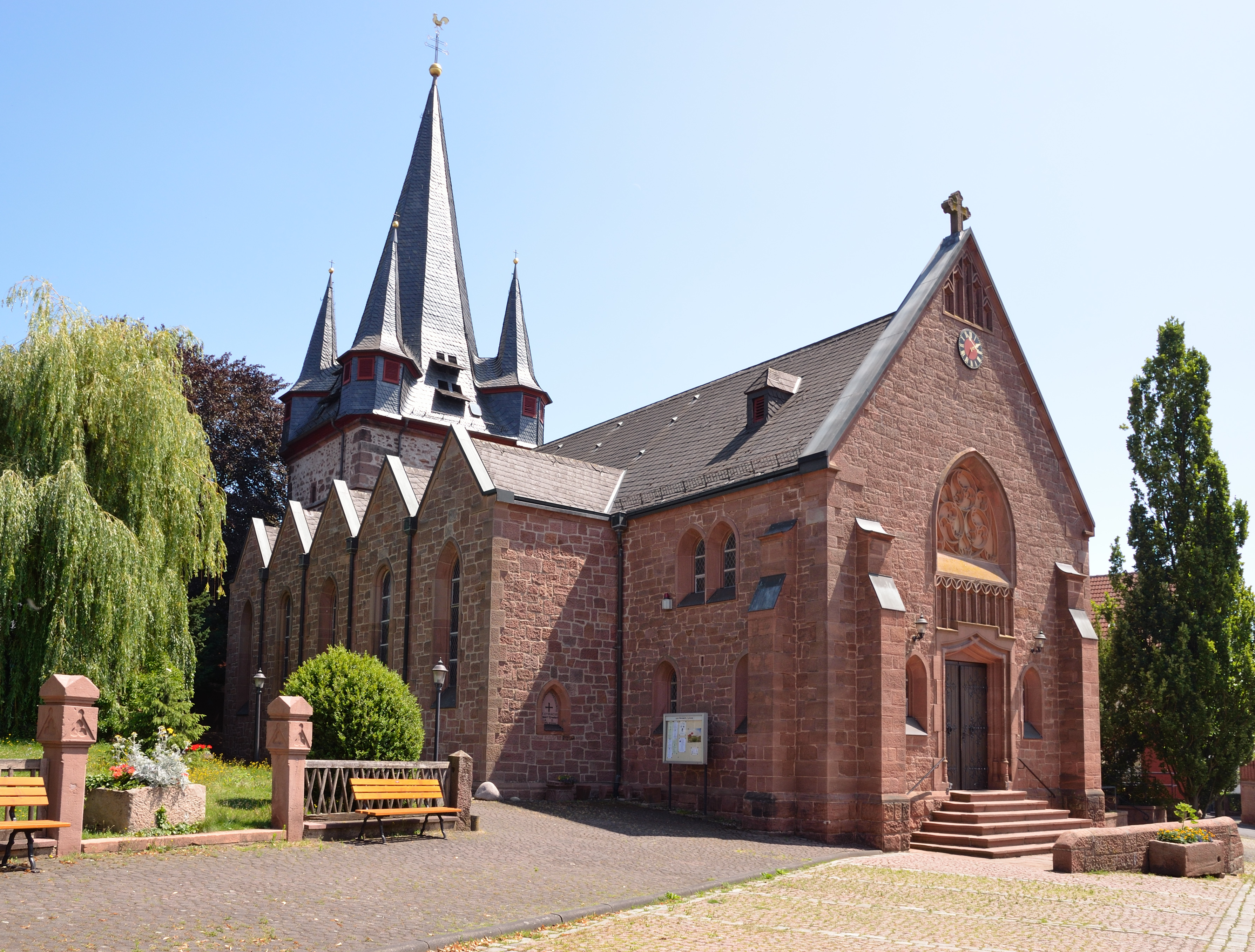
St. Cyriakus

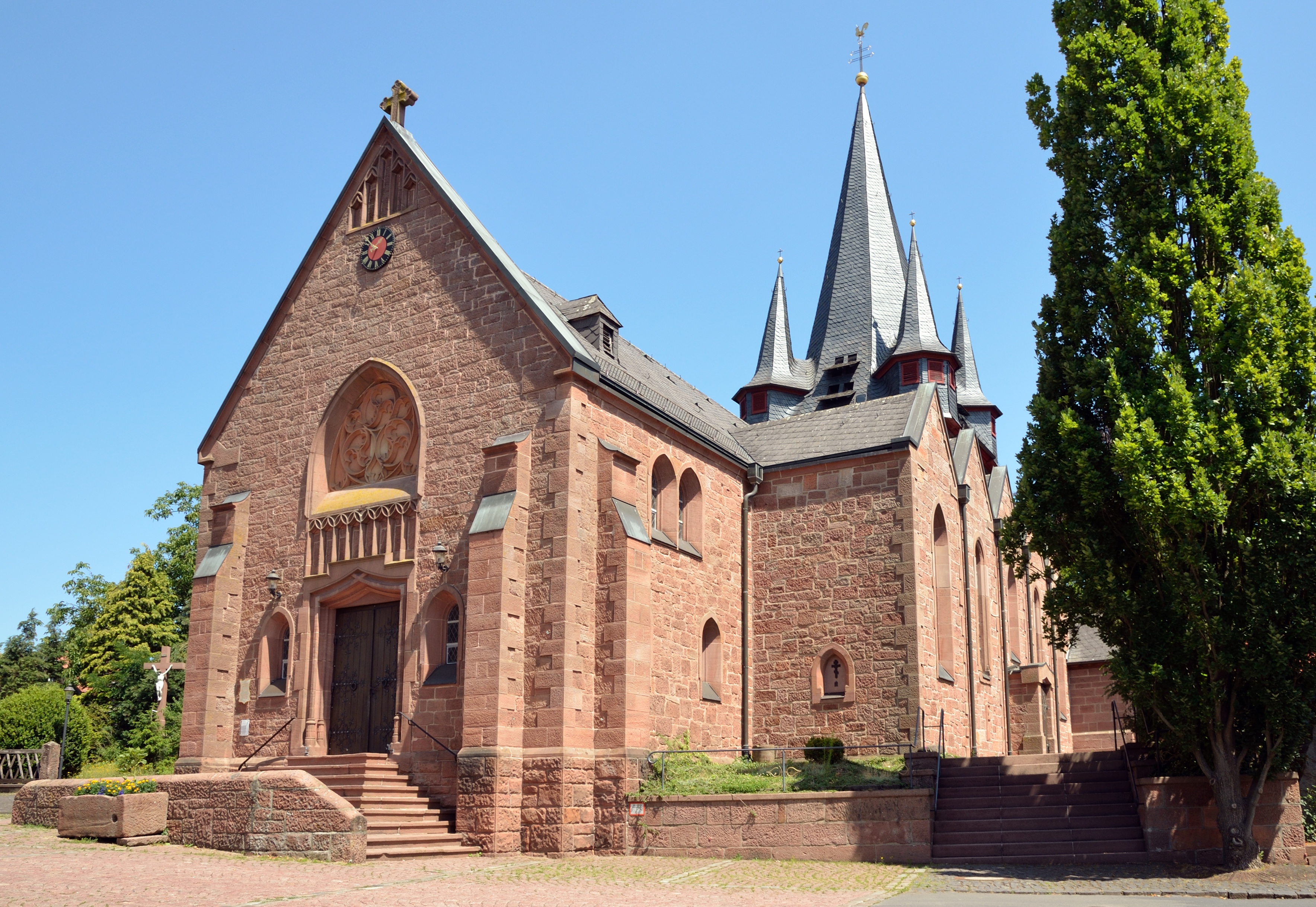
St. Cyriakus

Die katholische Filialkirche St. Cyriakus ist ein denkmalgeschütztes Kirchengebäude in Bauerbach, einem Stadtteil von Marburg im Landkreis Marburg-Biedenkopf (Hessen).

## Geschichte und Architektur
Der wuchtige, spätgotische, wehrhafte Chorturm mit hohem Spitzhelm und vier Wichhäuschen wurde im 15. Jahrhundert errichtet. Die Kirche stand ursprünglich auf einem Wehrkirchhof, von diesem sind noch Reste der Wehrmauer erhalten. Im Chorraum des Turmes ruht ein Kreuzrippengewölbe auf Eckdiensten. Das im Kern romanische Kirchenschiff wurde um 1690 erneuert. Durch einen westlichen Anbau in neugotischen Formen wurde es von 1920 bis 1921 erweitert und gleichzeitig eingewölbt. Die Decke wurde mit Rabitz versehen. Die Breite der Kirche entsprach dem heutigen Mittelschiff. 1978 wurde das Mittelschiff abgebrochen und neu errichtet, hinzu kamen die beiden Seitenschiffe. Lediglich die Empore der alten Kirche blieb erhalten. Auf dieser steht seit September 1993 die neue Orgel. Das Sakramentshäuschen im Chor und der alte Altartisch, auf dem ein neugotischer Hochaltar aufgesetzt wurde, sind in ihrer Ursprünglichkeit erhalten. Welche Reliquien der Reliquienstein enthält, ist unbekannt. Zur Ausstattung gehört eine Strahlenmonstranz vom 18. Jahrhundert.